# صابرين (فرقة موسيقية)
صابرين هي فرقة موسيقية عربية فلسطينية رائدة تأسست في القدس في عام 1980 على يد الموسيقار الفلسطيني سعيد مراد، واهتمت بتطوير الأغنية الفلسطينية الحديثة التي تعكس الواقع الإنساني والثقافي بشكل عام، وتُعبّر عن المعاناة التي يعيشها الشعب الفلسطيني بسبب الأوضاع السياسية بشكل خاص.
كان الموسيقار سعيد مراد هو الملحن والموزع الموسيقي الرئيسي للفرقة التي أصدرت طيلة تاريحها الفني خمسة ألبومات، وكانت المطربة كاميليا جبران هي المغنية الرئيسية في أربع ألبومات منها. تغير أعضاء فرقة صابرين على مدى السنوات منذ تأسيسها، وكان أبرز هؤلاء الأعضاء هم سعيد مراد، وكاميليا جبران، وعودة ترجمان، وعيسى فريج، ويعقوب أبو عرفة، وعصام مراد، وسامر مسلم، ووسام مراد.
أسست الفرقة في عام 1987 جمعية صابرين للتطوير الفني كمنظمة مجتمعية غير هادفة للربح متخصصة في الترويج للموسيقى في فلسطين ودمجها مع أشكال وأنماط أخرى مختلفة للتعبير الفني.

## الخلفية التاريخية
كانت الفرق الموسيقية الموجودة في فلسطين خلال حقبة سبعينيات القرن العشرين تنقسم إلى قسمين أو اتجاهين رئيسيين، أحدهما يحاكي الفرق الموسيقية الغربية التي تعزف على الآلات الغربية، بينما يحافظ الآخر على طابع الفرق الموسيقية الشرقية التي تستخدم في العزف آلات موسيقية شرقية. انتهجت فرقة صابرين اتجاهًا ثالثا يُمثل خليطًا من كلا الاتجاهين، فيمزج بين عناصر الموسيقى العربية والموسيقى الشرقية التقليدية فاستخدمت في موسيقاها آلات شرقية كالعود والكوال والبزق والقانون إلى جانب بعض الآلات الغربية مثل الجيتار والكمان والتشيلو والكمان الأجهر، مع بعض التأثر بأنواع أخرى من الموسيقى العالمية بدءًا من الموسيقى الهندية والموسيقى الأفريقية وحتى موسيقى الجاز والبلوز الأمريكية.
ساهمت فرقة صابرين في إدخال اتجاه الموسيقى الملتزمة إلى فلسطين، وهو نفس الاتجاه الذي تميزت به من قبل موسيقى الشيخ إمام وأحمد فؤاد نجم في مصر، وموسيقى مارسيل خليفة وزياد رحباني في لبنان. قدمت الفرقة أغاني لشعراء فلسطينيين وعرب بارزين مثل محمود درويش وسميح القاسم وحسين البرغوثي وفدوى طوقان.

## الأعضاء

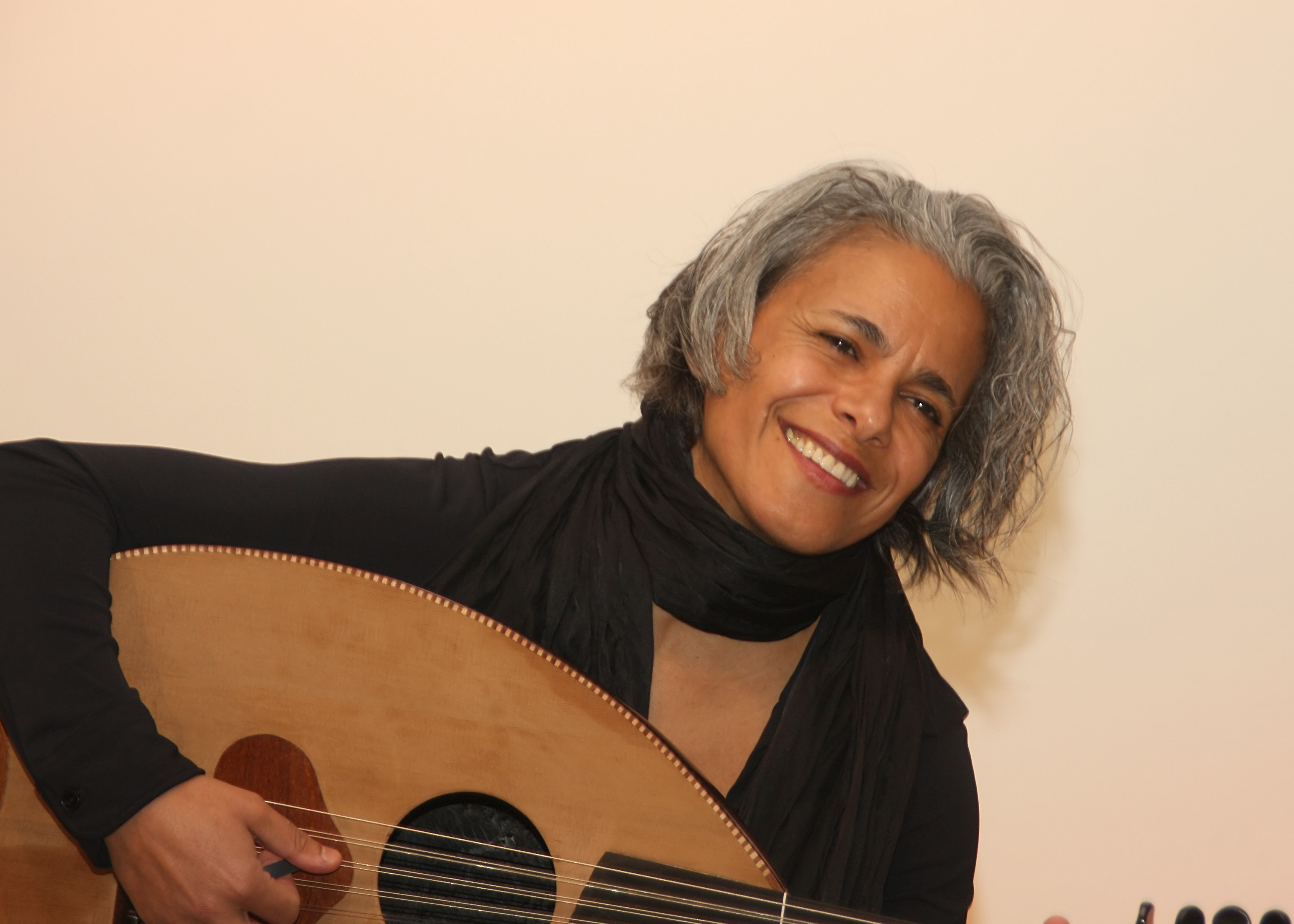
كاميليا جبران، المطربة الرئيسية في فرقة صابرين

ضمت الفرقة عددًا من الأعضاء الأساسيين الدائمين وهم:
- كاميليا جبران: كمغنية رئيسية للفرقة، وعازفة قانون، وعازفة بزق، وعازفة إيقاع، ولكنها تركت الفرقة وسافرت لتعيش في فرنسا في وقت لاحق.
- عودة ترجام: كمغني، وكعازف كمان أجهر.
- عيسى فريج: كعازف جيتار، وعازف كمان أجهر.
- جمال المغربي: كعازف بزق.
- يعقوب أبو عرفة: كعازف إيقاع.
- عصام مراد: كعازف طبول، ومهندس صوت.
- سامر مسلم: كمغني مساعد.
- وسام مراد: كمغني، وعازف عود، وعازف إيقاع، وعازف على لوحة المفاتيح.[1]

إلى جانب أعضاء آخرين شاركوا مع الفرقة في بعض المراحل وكان أبرزهم:
- نيل كاتشبول: كعازف كمان.
- كريس سميث: كعازف جيتار صوتي، وعازف ساكسفون.
- سارة مورسيا: كعازفة كمان أجهر.
- مات شارب: كعازف تشيلو.
- فاليري بيرسون: كمان.
- سامر خوري: كعازف دف.
- شيرلي سمارت: تشيلو.

## الألبومات
أصدرت فرقة صابرين على مدار تاريخها الفني خمسة ألبومات قامت كاميليا جبران المطربة الرئيسية للفرقة بالغناء في أربعة ألبومات منها، وكان إصدار كل ألبوم يتزامن مع دخول القضية الفلسطينية إلى منعطف سياسي مهم. حمل أول ألبومات الفرقة عنوان "دخان البراكين"، وصدر في أوائل ثمانينيات القرن العشرين بالتزامن مع الاجتياح الإسرائيلي للبنان ومجزرتي صبرا وشاتيلا، كانت أغاني الألبوم متجذرة في الفولكلور والتراث الشعبي الفلسطيني، وتضمنت قصائد لشعراء فلسطينيين كبار مثل محمود درويش وسميح القاسم.
أصدرت الفرقة ألبومها الثاني، والذي حمل عنوان "موت النبي"، خلال فترة الاستبطان الإسرائيلي قبيل اندلاع الانتفاضة الفلسطينية الأولى. كان هذا الألبوم بمثابة فعل مقاومة وحُملت أغانيه برسالة واضحة فقد ركزت على تصوير جوانب الحياة اليومية للفلسطينيين تحت الاحتلال الإسرائيلي.
أما الألبوم الثالث للفرقة فقد كان بعنوان "جاي الحمام" وصدر في عام 1994 وكان متفائلاً بسبب تزامنه مع الأمل الذي بثته في النفوس اتفاقية أوسلو للسلام قبل توقفها في وقت لاحق. ثُمّ صدر الألبوم الرابع للفرقة على قرص مضغوط الرابع في عام 2000، وكان بعنوان "على فين"، وقد عكست أغاني هذا الألبوم شعورًا بالحنين العميق واليأس وتضمنت قصائد للشعراء العرب طلال حيدر وسيد حجاب و فدوى طوقان. صدر الألبوم الخامس للفرقة بعدما انسحبت كاميليا جبران المطربة الرئيسية للفرقة وهاجرت إلى فرنسا، وقد حمل الألبوم عنوان بعنوان "معزوج"، وتضمن الألبوم أغاني مشحونة بالحماس كانت من كلمات الموسيقار سعيد مراد وقام بغنائها الممثل الفلسطيني محمد بكري.

## جمعية صابرين للتنمية الفنية
سُجلت جمعية صابرين للتنمية الفنية في عام 1987 كمنظمة مجتمعية غير حكومية تهدف لتطوير الموسيقى في فلسطين، ويقع المكتب واستوديو التسجيلات الخاص بجمعية صابرين للتنمية الفنية في حي الشيخ جراح في القدس الشرقية. عملت جمعية صابرين للتنمية الفنية كمنظمة ثقافية مهمة وتولت العديد من المشاريع الهامة، فكانت تنظم المخيمات الصيفية وورش العمل والمهرجانات وتقوم بتدريب العديد من الموسيقيين الفلسطينيين. وبموجب اتفاق أبرم مع وزارة التربية والتعليم الفلسطينية، أدخلت فرقة صابرين تدريس منهج الموسيقى في المدارس الفلسطينية. كانت بداية إنطلاقة عدد لا يحصى من الفنانين الفلسطينيين من خلال استوديوهات جمعية صابرين في القدس سواء عن طريق الإنتاج لهم أو ورش العمل أو البرامج، وكان من أشهرهم تامر نفار، وحطري، وكولدبلاي، وبشار مراد، وآبو أند ذا أبوستلز، وشادية منصور، وفرقة الثلاثي جبران، وريم تلحمي، وغيرهم. وفي عام 2007 أطلقت جمعية صابرين للتنمية الفنية برنامج "يوروفيجن الفلسطيني" بالشراكة مع هيئة الإذاعة الفلسطينية ومجموعة شركات سوبرفليكس. وكانت هذه المبادرة تهدف إلى مشاركة فلسطين في مسابقة الأغنية الأوروبية.